# 门希斯罗特
门希斯罗特是德国巴伐利亚州的一个市镇。总面积11.92平方公里，总人口1591人，其中男性766人，女性825人（2011年12月31日），人口密度133人/平方公里。